# De fato (Cicerone)
Il De fato è la terza ed ultima opera di carattere teologico di Marco Tullio Cicerone, composta nel 44 a.C., in cui Cicerone discute con Aulo Irzio sul problema del destino e sul rapporto tra libero arbitrio e predestinazione. Alla dottrina stoica dell'eimarmène, cioè del destino, per cui la libertà dell'uomo è condizionata dalla Necessitas e dal Fatum, Cicerone oppone la teoria accademica del "libero arbitrio": l'uomo, attraverso la sua volontà, può affermare la sua libertà.
Tutta l'articolazione del De fato parte dalla tesi di Crisippo, che mirava a far coincidere la libertà con l'accettazione volontaria di un destino immutabile, rettificandone però la linea di pensiero grazie soprattutto al contributo del neoaccademico Carneade.

## Riferimenti politici all'opera
La configurazione esteriore del De fato è ben mirata a un obiettivo politico, come traspare da una lettera di Cicerone del 22 aprile scritta a Pozzuoli e indirizzata ad Attico:«Non mi piacciono questi consoli designati che mi hanno costretto a prestarmi come declamatore, non lasciandomi tranquillo nemmeno ai bagni. Ma di ciò non devo incolpare che la mia esagerata disponibilità»
L'opera è ambientata a Pozzuoli e il momento della stesura va individuato nelle settimane immediatamente successive a quelle oggetto della narrazione: probabilmente quando, alla fine di maggio del 44, Cicerone si è trasferito nella villa di Tuscolo.
L'incontro con Irzio, infatti, è contestualizzato nel quadro storico della crisi politica seguita alla morte di Cesare: Cicerone si ritirò in un "esilio volontario" insieme ad altri personaggi importanti della vita politica romana, con i quali si incontrava assiduamente a discutere della grave situazione della Repubblica e di quel che i boni viri potevano fare per salvarla dalla rovina. Di queste conversazioni di argomento politico abbiamo molte notizie nelle lettere che Cicerone scriveva quasi quotidianamente all'amico Attico (Libro XIV).
L'enfasi sulla drammatica situazione dello Stato romano e sull'impegno personale di Cicerone si spiega, in parte, come risposta implicita a chi vedeva nei suoi studi filosofici una rinuncia alla politica e all'azione. Dunque, il frangente storico rendeva particolarmente attuale un'opera sul tema del destino e della libertà. Se, durante la tirannia cesariana, l'accettazione stoica del fato e il suicidio come sterile affermazione dell'indipendenza del saggio poteva aver dato una risposta adeguata al problema della libertà del singolo, ora la scomparsa di Cesare e la rinnovata possibilità di un'azione politica rendevano necessaria una rifondazione del problema etico.

## Struttura e contenuti
L'inizio vero e proprio del De fato è perduto: il testo a noi pervenuto inizia con un "piano dell'opera" che si pone fuori dalla cornice definita dall'incontro con Irzio e chiarisce le implicazioni logiche ed etiche del problema del fato. È probabile che egli indicasse come suo obiettivo polemico la teoria stoica del fato, definito come la connessione eterna e immutabile delle cause, identificata con il logos o razionalità del cosmo, per cui niente è mai accaduto, accade o accadrà in modo difforme da come era fatale che accadesse.
Dopo l'enunciazione del tema dell'opera, Cicerone fa sapere che aveva progettato di dare all'opera sul destino la forma dialogica già usata per il De natura deorum e il De divinatione, ma che una circostanza fortuita glielo ha impedito, costringendolo ad adottare la forma della disputatio contra propositum. Questa scelta, come ammette lo stesso Cicerone, comporta la conseguenza di impedire che la tesi fatalista possa combattere ad armi pari e la giustifica con l'espediente del casus quidam della conversazione con Irzio. Evidentemente Cicerone voleva ottenere l'effetto di impedire una replica di parte stoica e dare maggior rilievo alla causa anti-fatalista, evitando però di doverla abbracciare apertamente a livello personale. La disputatio neo-accademica implica che Cicerone parli contro la tesi del fato, esponendo tutti gli argomenti ad essa contrari.
Nel proemio Cicerone si preoccupa di ribadire la possibilità di una conciliazione fra studi retorici, più immediatamente legati all'attività politica, e interessi filosofici, proponendo una visione parziale del rapporto fra filosofia e oratoria, che lascia fuori l'utilità dell'etica come contenuto dell'eloquenza e fondamento dell'azione politica.
Perché il lettore potesse cogliere il senso profondo dell'opera e inserirla nel quadro più ampio del programma culturale ciceroniano, era necessario fornire indicazioni preliminari, utili a "correggere" qualsiasi falsa opinione potesse ingenerarsi nei lettori. A questa funzione assolve la richiesta alla fine del proemio, di ascoltarlo ut Romanum hominem, ut timide ingredientem, ad hoc genus disputationis: essa riafferma la «romanità» dell'autore e la subalternità della filosofia greca rispetto alla prassi romana nella sua gerarchia di valori, e suggerisce al pubblico una lettura dell'opera in chiave etico-politica. Irzio stabilisce una continuità all'interno dell'opera filosofica ciceroniana nel segno della “romanizzazione” della cultura greca. La scelta di Irzio come destinatario dell'opera si accorda perfettamente con questo messaggio: Irzio era un militare e uomo di Stato, e tuttavia Cicerone gli attribuisce interessi non occasionali per la retorica e la filosofia.
Dopo una lacuna considerevole, forse corrispondente a un terzo dell'opera, Cicerone conclude la sua analisi sulla "solidarietà naturale", con riferimento al pensiero di Posidonio di Apamea, uno dei massimi rappresentanti dello stoicismo di mezzo. Posidonio, convinto del carattere inderogabile del destino, attribuiva valore assoluto alla divinazione e sosteneva che gli oracoli si avverano sempre, nonostante l'apparente ambiguità dei responsi. Questa fede stoica nella fondatezza della divinazione comportava la necessità di attribuire al destino un ruolo determinante negli eventi umani, già preordinati, limitando così il margine di responsabilità concesso all'individuo. Cicerone respinge come “palesi assurdità” gli esempi di Posidonio e insiste sul fatto che si debba concedere l'esistenza di cause fortuite o circostanze che non consentono di interpretare tutti gli eventi nell'ottica di un rigido fatalismo.
Concluso l'argomento posidoniano, l'autore torna ai "lacci" di Crisippo, ricollegandosi a un punto, già esaminato in precedenza, sugli influssi che il clima può avere sulla costituzione psico-fisica degli individui. Alcuni fattori – spiega Cicerone – incidono sulla nostra soggettività in modo indipendente e ci sono componenti, come l'essere intelligenti o stupidi, forti o deboli, che prescindono dal nostro volere; ma ci sono anche azioni esenti da qualsiasi condizionamento esterno, che appartengono totalmente alla sfera della nostra volontà, per esempio lo star seduti o il camminare. Che l'uomo disponga concretamente della possibilità di agire, lo indica l'esempio di chi, come il filosofo megarico Stilpone, grazie alla forza di volontà, all'impegno, al metodo, riesce a domare i propri difetti caratteriali.
Mediante un rapido passaggio, si prosegue con una lunga sezione riguardante il contrasto tra Crisippo e il megarico Diodoro sulla questione delle "verità di esperienza" su cui si basa la divinazione al pari delle altre arti tecniche. Diodoro, per avvalorare la sua concezione del destino come forza necessitante, argomentava che è possibile solo ciò che è vero o sarà vero, per cui quanto si avvera è necessario, mentre quanto non si avvera non è neppure possibile. Dunque, secondo il filosofo megarico, nel futuro non si danno possibilità, ma solo realizzazioni di eventi necessari, con la conseguenza che il destino risulta già preordinato e non rimane spazio per il libero arbitrio.
Perciò Cicerone, se non vuole ammettere la necessità del fato, sa di dover confutare con ben altri argomenti la tesi di Diodoro. Ricorre quindi all'aiuto di Epicuro e poi del neoaccademico Carneade.
Epicuro, in relazione al tema della libertà individuale, aveva formulato la teoria della spontanea deviazione dell'atomo dal proprio asse di caduta (clinamen) nell'atto di aggregazione che dà vita agli enti materiali. Concedendo questo arbitrio soggettivo all'atomo, ossia al principio costitutivo dell'universo, Epicuro voleva assicurare anche all'uomo una certa indipendenza dalla realtà esterna, uno spazio decisionale autonomo. Cicerone apprezza l'obiettivo cui mira Epicuro, ovvero la salvaguardia del libero arbitrio, ma disapprova le premesse del ragionamento, perché il filosofo greco, all'interno del determinismo meccanicistico, aveva introdotto nell'atomo un elemento volontaristico di cui non era riuscito a rendere ragione.
Non rendendo inoppugnabile la sua teoria del clinamen, Epicuro fallisce nel compito di procurare al libero arbitrio il dovuto fondamento e supporto dialettico. Più convincente appare a Cicerone l'argomentazione di Carneade, con l'acuta distinzione tra cause esterne e interne alla volontà umana, che di esse è causa, per cui non occorre postulare un ordine universale cogente, esterno a noi, come voleva Crisippo. Cicerone ritorna nuovamente al puntò già sottolineato in precedenza, per separare nettamente le cause immutabili ed eterne dalle cause fortuite, sulla cui esistenza si deve convenire osservando la realtà empirica stessa. Carneade non approvava la dissennata impostazione di Crisippo, preferendo porre la questione per via negativa: «Se tutto accade per cause precedenti significa che tutto accade secondo una naturale concatenazione, in modo collegato e connesso; se le cose stanno in questi termini, è la necessità a produrre tutto; e se ciò è vero, nulla è in nostro potere; eppure qualcosa è in nostro potere; ma se tutto avviene per volere del fato, tutto accade per cause precedenti; quindi, non tutto ciò che accade, accade per volere del fato.»
Per l'ennesima volta, Cicerone, grazie alle parole di Carneade, non fa che postulare il libero arbitrio, con una frase indimostrata, "eppure qualcosa è in nostro potere", che s'impone solo in via assiomatica.
Si passa poi all'ultima sezione del De fato, in cui vengono esaminate le diverse definizioni del concetto di causa. Il primo punto consiste nel tenere disgiunta la causa dalla mera anteriorità temporale. Il nesso causale differisce dunque dalla considerazione dell'anteriorità temporale e dipende dall'intimo rapporto di causa-effetto che lega due fenomeni. Si presenta quindi, in riferimento alla questione dell'assenso dato dall'uomo alle percezioni conoscitive, un'ulteriore precisazione di Crisippo tra cause compiute e principali oppure mediate e immediate: le prime sono esterne all'uomo e hanno carattere necessitante, mentre le seconde corrispondono alle circostanze che concorrono a produrre l'evento e lo precedono temporalmente. Non tutto è prodotto per cause compiute e temporali.
Dopo una breve ricapitolazione, incontriamo ancora una lacuna, cui seguono tre paragrafi ancora dedicati al clinamen epicureo; la conclusione è mutila.

## Il problema delle fonti e l'originalità
Il fatto che la maggior parte delle fonti greche ci sia nota in modo del tutto parziale e frammentario ha impedito una valutazione oggettiva della rielaborazione ciceroniana. Le opere filosofiche di Cicerone sono state studiate per lungo tempo principalmente come miniere di possibili informazioni sul pensiero dei filosofi greci che usava come fonti: il suo apporto, che si sarebbe limitato alla traduzione, era considerato solo un ostacolo frapposto tra noi e la conoscenza di quei filosofi.
Per quanto riguarda il De fato, le posizioni dei critici variano a seconda dell'interpretazione dell'opera nel suo insieme. Coloro che pensano che la conclusione sia filocrisippea si trovano di fronte all'evidente aporia costituita da un'opera svolta in massima parte da un punto di vista carneadeo, violentemente anti-stoico, che si concluderebbe in modo incoerente con un'accettazione del compromesso di Crisippo. Alcuni di questi critici pensano che Cicerone si rifacesse a un'opera di Antioco di Ascalona, accademico filo-stoico, altri ritengono che abbia combinato due fonti diverse, una d'ispirazione carneadea ortodossa e l'altra filo-stoica, antiochea. In realtà, appare evidente che Cicerone in quest'opera non intendesse sottoscrivere la posizione di Crisippo, di cui sottolinea più volte la debolezza. E se non vi è nessuna contraddizione fra una prima parte ispirata a Carneade e una conclusione filo-stoica, non c'è alcun bisogno di pensare a una giustapposizione di fonti contraddittorie né di ricorrere ad Antioco, che Cicerone considerava un traditore dell'Accademia Nuova. Il De fato è interamente improntato su schemi carneadei, e soprattutto sulla fede ciceroniana nella libertà e responsabilità morale dell'uomo. La colpa di cui si rende reo Crisippo in tutta la sua disputa a favore del fato è quella di non rendersi conto che il suo tentativo di distinguere fato e necessità, e salvare la libertà, si fonda dall'inizio alla fine su meri espedienti linguistici.

## La dottrina stoica e neoplatonica sul fato
Gli Stoici implicitamente negavano la libertà umana; espressamente però no. In realtà essi ammettevano anche il libero arbitrio, così come ammettevano la necessità della preghiera accanto al fato.
L'atto volontario è determinato, senza che tuttavia lo si debba concepire come necessario. Per Crisippo, le nostre azioni non sono esattamente la risultante di una concatenazione di cause, ma il risultato dell'incontro di una serie di cause con la libera scelta della volontà e ragione umana. Accanto alle cause prossime ed adiuvanti, gli Stoici pongono le cause principali e perfette, cioè la libera adesione della volontà umana. Gli argomenti degli Stoici però non sono del tutto perspicui e la libertà, che si sforzano di assicurare all'uomo, si riduce a poco più di un illusorio gioco di parole, come del resto mettono costantemente in rilievo i loro avversari. Per la dottrina platonica (e neoplatonica) il dio supremo (demiurgo) ha dato ordine e forma alla materia preesistente. L'universo è quindi costituito dal dio ordinatore e dalla materia ordinata. Il dio sta quindi al di fuori e al di sopra di tutto; la sua provvidenza (la prima) comprende tutto. Il cosmo costituito dal dio ha come anima l'eimarmène, divisa in tre parti, delle quali due rappresentano l'iperuranio e una l'ipuranio; quest'ultima ha il compito di trasmettere alla terra l'influsso delle due superiori. All'influsso del fato si sottraggono alcuni eventi, come il contingente, la libertà umana, la fortuna, il caso, la provvidenza (la terza).
Per i neoplatonici, quindi, il fato coesiste col possibile, cioè col contingente, cioè con la libertà di eventi sia nella sfera naturale, sia in quella umana, nelle quali possono agire rispettivamente il caso e la fortuna, parimenti sottratti al fato. Ma quello che più importa a questi filosofi è la libertà umana, che essi sostengono con argomenti fondati e convincenti. E con la libertà umana i neoplatonici salvano anche l'esistenza di dio, la cui provvidenza sta al di sopra del fato (mentre una parte di essa opera nell'ambito del fato). Dio, uomo, fato: è la triade fondamentale della dottrina neoplatonica sul fato; ad essa si può aggiungere la natura, che è il regno del contingente in senso proprio, sottratto esso pure all'influsso del fato. Al centro di tutta la dottrina sta la preoccupazione di salvare la libertà umana, che sembra minacciata dall'influsso delle evoluzioni astrali, e precisamente dal ritorno ciclico del grande anno, che riporta gli stessi uomini a compiere le stesse azioni ed a incontrarsi con gli stessi eventi. La libertà umana sembra tuttavia conciliabile con i ritorni ciclici; è vero infatti che ritornano gli stessi uomini, i quali, identici agli uomini del ciclo precedente, agiscono come quelli in piena libertà di scelta e d'azione; compiono le stesse azioni, ma nelle stesse circostanze e nelle stesse condizioni di libertà.